# Leanid Malcau
Leanid Siamionawicz Malcau, biał. Леанід Сямёнавіч Мальцаў, ros. Леонид Семёнович Мальцев (ur. 29 sierpnia 1949 w rejonie słonimskim) – białoruski wojskowy i działacz polityczny, minister obrony Republiki Białorusi (1996-1997, 2001-2009).

## Życiorys
W 1967 roku ukończył Szkołę Wojenną im. Aleksandra Suworowa w Mińsku, a cztery lata później Wyższą Ogólnowojskową Szkołę Komendancką w Kijowie. Odbywał służbę w jednostkach Armii Radzieckiej rozlokowanych w Niemczech Wschodnich. W 1979 roku otrzymał dyplom Akademii Wojskowej im. Frunzego, po czym służył w armii na Dalekim Wschodzie. Po uzyskaniu przez Białoruś niepodległości ukończył Akademię Wojskową Sztabu Generalnego Sił Zbrojnych, został mianowany pierwszym zastępcą dowódcy Białoruskiego Okręgu Wojskowego, a później również szefem Sztabu Głównego i wiceministrem obrony narodowej. W 1996 roku prezydent Alaksandr Łukaszenka mianował go ministrem – urząd sprawował do 1997 roku. W latach 2000–2001 pełnił funkcję wicesekretarza Rady Bezpieczeństwa Republiki Białorusi. Od 2001 roku znów był ministrem obrony. Zdymisjonowany 4 grudnia 2009 roku, objął funkcję sekretarza Rady Bezpieczeństwa Republiki Białorusi.

## Odznaczenia
- Order „Za służbę Ojczyźnie” I klasy (10 listopada 2003) – za szczególne zasługi w umacnianiu obronności Republiki Białorusi, tworzeniu i rozwoju nowej technologii wojskowej[1].